# Melanogaster
Melanogaster és un gènere de fongs boletals de la família de les paxil·làcies (Paxillaceae) que s'assemblen a les tòfones amb les què sovint es confonen. Tanmateix, no tenen l'aroma característic ni el valor de les tòfones, i fins i tot poden ser verinosos.

## Taxonomia
Aquesta llista és incompleta. Podeu col·laborar amb la Viquipèdia afegint-hi els elements que hi falten.
- Melanogaster ambiguus
- Melanogaster broomeiani
- Melanogaster variegatus
- Melanogaster tuberiformis
- Melanogaster broomeianus
- Melanogaster wilsonii